# Франтішек Фіхта
Франтішек Фіхта (чеськ. František Fichta, нар. 1892, Богемія, Австро-Угорщина — пом. 26 серпня 1964, Чехословаччина) — чеський футболіст, що грав на позиції півзахисника. Виступав, зокрема, у складі клубів «Вікторія» (Жижков) і «Славія» (Прага).

## Клубна кар'єра
До 1912 року виступав у команді «Уніон» (Жижков). Після цього перейшов «Вікторію» (Жижков), де спочатку використовувався на позиції захисника, але незабаром знайшов свою позицію — центральний півзахисник. Грав у команді до 1916 року. Клуб із празького передмістя зібрав дуже сильний склад, щоб кинути виклик «Славії» і «Спарті». Провідними гравцями команди були воротар Вацлав Клапка, захисники Густав Звелебіл і Карел Стейнер, півзахисники Карел Коваржович і Франтішек Фіхта, форварди Мирослав Широкий, Ярослав Мисік, Ярослав Копейтко-Прокоп, Антонін Бребурда та інші. Два роки поспіль клуб здобував перемогу у кубку милосердя в 1913 і 1914 роках. Обидва рази команда перемагала «Славію» з рахунками 2:0 і 1:0 відповідно. В березні 1913 року «Вікторія» вперше на своєму полі зустрілась з представниками англійського футболу і перемогла на своєму полі лондонську команду «Цивіл Сервіс» з рахунком 4:1. В 1914 році шість гравців «Вікторії», серед яких і Фіхта, були запрошені в збірну Богемії (Чехії) для матчів проти збірної Німецького союзу Чехії. Обидва поєдинки Богемія виграла — 3:0 в Празі і 2:0 в Тепліце.
Через початок Першої світової війни, чемпіонат Богемії 1914 року відмінили, ряд футболістів одразу потрапили під мобілізацію. Але товариські матчі команди продовжили проводити, хоч і мали кадрові проблемами. В жовтні 1914 року Фіхта разом з партнерами по «Вікторії» Стейнером і Копейтко підсилили «Славію» в матчі з «Вієнною», що завершився перемогою гостей з Чехії з рахунком 7:0. Через тиждень уже «Вікторія» обіграла «Вієнну» з рахунком 4:2. В листопаді «Вієнна» прибула до Праги щоб зіграти зі «Славією». Фіхта знову був запрошений у команду, відзначився забитим голом, а чеський клуб переміг з рахунком 5:2.

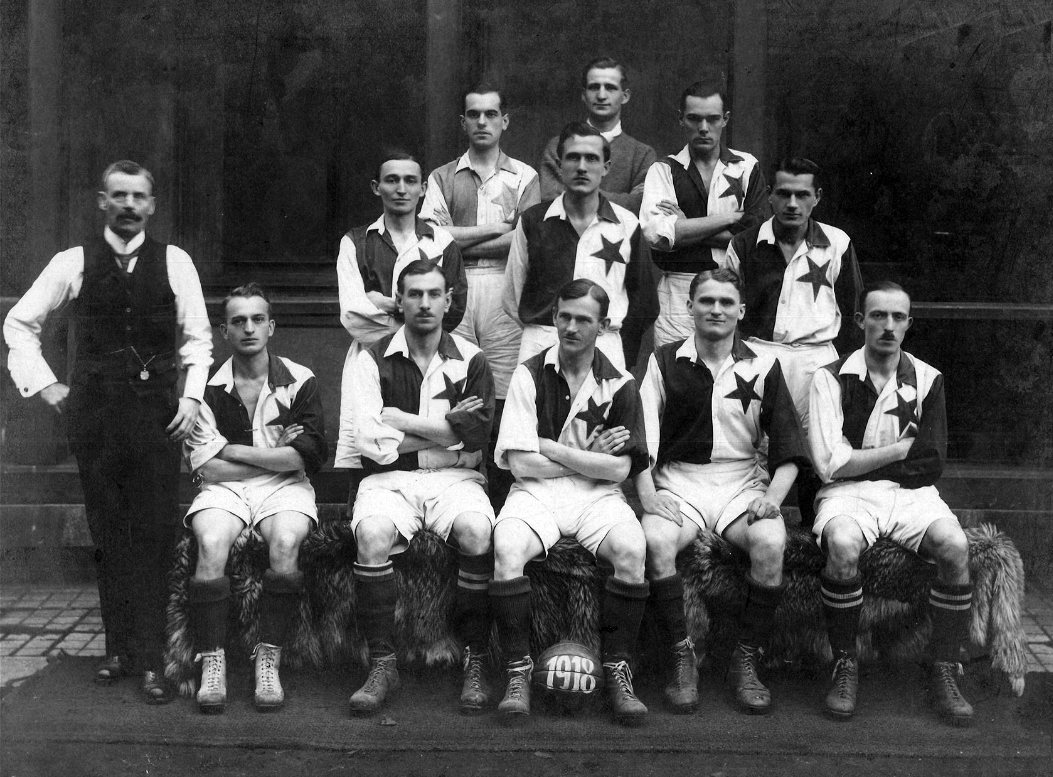
«Славія» в 1918 році. Фіхта другий справа в середньому ряду

З початком війни 150 членів клубу «Вікторії» пішли до війська. В чемпіонаті 1915 року з основи клубу зразка 1913 року грали тільки Фіхта, Клапка і Бребурда. Клуб за рік зіграв 30 матчів, в чемпіонаті зайняв третє місце, а в кубку милосердя поступився «Спарті» в другому раунді.
В 1916 році перейшов у команду «Славія» (Прага). До 1921 року включно був незамінним гравцем основи клубу. Чемпіон Середньочеської ліги 1918 року і фіналіст Середньочеського кубка того ж року. В наступні роки в чехословацькому футболі домінувала «Спарта». Для «Славії» ж навпаки настав період спаду результатів. Якщо в 1919 році клуб зайняв друге місце в чемпіонаті, то в 1920 опустився аж на шосте, а в 1921 був третім. В Середньоческому кубку три роки поспіль з 1919 по 1921 рік у фіналі грали «Спарта» з «Вікторією».
Серед постійних партнерів Фіхти в лінії півзахисту клубу були Войтех Заїчек, Валентин Лоос, Карел Коваржович, а потім Карел Чипера. В 1922 році «Славія» запросила одразу декілька нових півзахисників, наприклад, Сейферта, Плодра, Бургера, які витіснили Фіхту зі складу.

## Виступи за збірну
В 1916 році Чеська футбольна федерація була розпущена, а клуби перейшли під крило Австрійської федерації. Між країнами установлювались тісні футбольні зв'язки. В 1917 році було проведено два товариських матчі між Богемією і Австрією (офіційно називалась Нижня Австрія), в яких грав Фіхта. У Відні в квітневому матчі команди зіграли 2:2, а в Празі у вересні Богемія перемогла з рахунком 3:1. Чотири учасники цієї перемоги, що представляли «Славію», отримали запрошення в збірну Австрії. 7 жовтня 1917 року вони взяли участь в товариському матчі проти Угорщини (1:2). Крім Фіхти, це були Ян Ванік, Вацлав Прошек і Йозеф Седлачек. На той момент чеські функціонери уже проголосили про вихід з Австрійської федерації і відновлення ЧФФ, тому вчинок футболістів був визнаний порушенням. Гравці отримали дискваліфікації. Представникам «Славії» вдалося оскаржити це рішення і зняти дискваліфікацію з футболістів. Але команда на той момент встигла отримати три технічних поразки в чемпіонаті Чехії, адже суперники відмовлялись грати за умови участі цих чотирьох гравців.
Виступав у складі збірної Праги і збірної Богемії, матчі якої не входять до офіційних реєстрів.

## Статистика виступів

### Статистика виступів за збірні
| Дата      | Місто    | Господарі | Результат | Гості   | Турнір           | Голи | Примітки |
| --------- | -------- | --------- | --------- | ------- | ---------------- | ---- | -------- |
| 7-10-1917 | Будапешт | Угорщина  | 2 – 1     | Австрія | товариський матч | -    |          |
| Усього    |          | Матчів    | 1         |         | Голів            | 0    |          |